# Ар-Намыс
Ар-Намыс (с кирг. — «Партия Достоинства» или «Достоинство») — политическая партия Кыргызстана, основанная Феликсом Куловым — премьер-министром Кыргызстана с 2005 по 2007 год.

## История
Партия «Ар-Намыс» была основана 9 июля 1999 года. В этот день состоялся учредительный съезд партии, проходивший в столичном кинотеатре «Россия». В нём приняли участие 842 делегата, в том числе более 300 приглашённых со всех регионов. Съезд избрал политсовет, ревизионную комиссию и председателя партии, утвердил устав и программу.
19 августа 1999 года министерство юстиции Кыргызстана выдало свидетельство о регистрации политической партии «Ар-Намыс». Её первый съезд прошёл 5 января 2000 года. На рассмотрение съезда были вынесены предложения о некоторых изменениях в устав и программу партии. По заявлению «Ар-Намыса», это было связано со складывающейся в стране обстановкой и приобретением партийного опыта. В связи с тем, что ЦИК Кыргызстана отказала партии «Ар-Намыс» в регистрации для участия в парламентских выборах, на съезде было принято решение о создании избирательного блока с Демократическим движением Кыргызстана.
Второй съезд, на этот раз чрезвычайный, состоялся 2 апреля 2000 года в офисе партии по улице Исанова. Он был созван в связи с арестом лидера партии Феликса Кулова и руководителя штаба Эмиля Алиева, а также из-за политической ситуации после проведения парламентских выборов и подготовки к президентским выборам. После арестов съезд принял решение перейти на подпольные условия работы и признать Кулова и Алиева политическими заключёнными (узниками совести).
3 ноября 2001 года на I Курултае Кыргызстана партия сформировала Народный Конгресс Кыргызстана как избирательный блок, куда вошли ещё три партии — «Ата-Мекен», «Эркиндик» и Народная партия. Лидер партии «Ар-Намыс» Феликс Кулов был избран председателем конгресса. В 2004 году партия присоединилась к альянсу «За честные выборы» в рамках подготовки к парламентским выборам в феврале 2005 года.
24 марта 2005 года в результате тюльпановой революции президент Кыргызстана Аскар Акаев бежал из страны. Граждане республики освободили лидера партии Феликса Кулова из мест лишения свободы.
На парламентских выборах 2010 года «Ар-Намыс» набрала 14,02 % голосов избирателей, заняв третье место (уступила «Ата-Журту» и Социал-демократической партии Кыргызстана) и получив 23 места в парламенте.
22 сентября 2010 года в Гербовом зале Государственной думы было подписано соглашение между «Ар-Намыс» (Борис Грызлов) и «Единой Россией» (Феликс Кулов).
На выборах депутатов местных советов в 2012 году партия не смогла преодолеть 7-процентный избирательный барьер ни в одном из регионов. В связи с этим лидер «Ар-Намыса» Феликс Кулов сложил с себя полномочия председателя коалиции большинства в Жогорку Кенеше, заявив, что во время выборов в отношении сторонников его партии имели место запугивания. 29 ноября 2012 года ряд депутатов Жогорку Кенеша от «Ар-Намыса» начали сбор подписей в поддержку выхода из коалиции большинства. Однако фракция партии осталась в парламенте. Было сообщено, что её выход из Жогорку Кенеша автоматически привёл бы к развалу правящего альянса и отставке правительства.
На парламентских выборах 2015 года партия потеряла все свои места в парламенте, набрав всего 0,79 % голосов избирателей.
7 июля 2020 года «Ар-Намыс» вместе с другими подала заявку в ЦИК об участии в предстоящих парламентских выборах. 28 июля 2020 года было объявлено, что партийный список возглавит не Феликс Кулов, а несколько человек, которых должны будут выбрать на съезде партии по итогам праймериз, который планируется завершиться 15 августа 2020 года. Однако в августе 2020 года было объявлено, что партия не будет участвовать в выборах в связи с пандемией COVID-19 — 20 августа это уведомление официально поступило в ЦИК.

## Идеология
Идеологически партия «Ар-Намыс» является прогрессивно-консервативной. По заявлению её лидера Феликса Кулова, она стремится к гармоничному соединению нового, прогрессивного, с одновременным сохранением при этом традиционных ценностей. Партия симпатизирует России и в целом считается пророссийской.

## Цели
Целью партии является «построение экономически развитого, действительно правового, демократического государства и открытого гражданского общества».

## Штаб-квартира
- июнь 1999 — август 1999: Бишкек, ул. Токтогула;
- август 1999 — ноябрь 2000: Бишкек, ул. Исанова 60;
- ноябрь 2000 — август 2001: Бишкек, ул. Панфилова 203;
- август 2001 — 10 января 2003: Бишкек, ул. Московская 91, кв. 3[5].